# Reg Park
Reg Park (* 7. Juni 1928 in Yorkshire, England; † 22. November 2007 in Sandton, Südafrika) war ein britischer Bodybuilder und Schauspieler.

## Leben
Park trat in die Fußstapfen seines Vaters, der ein Fitness-Studio besaß. Bereits im Alter von 18 Jahren stellte er sich der Wahl zum „Mister Britain“. Er gewann den Wettbewerb 1949 und wurde im Folgejahr „Mister Europe“. 1951 errang er den Titel des „Mister Universum“ in der Amateur-Version, 1958 und 1965 auch in der Pro-Version. Bis in die 1970er Jahre nahm er an Wettbewerben teil.
Bereits 1951 hatte er Erfolge im Entwickeln und Verkauf von Fitness-Zubehör, das er auch nach Heirat und Umzug nach Südafrika weiter vertrieb und in seiner Kette von Fitness-Studios einsetzte. Von 1954 bis 1959 war er auch Herausgeber einer Fachzeitschrift (The Reg Park Journal).
Ende der 1960er Jahre trainierte er Arnold Schwarzenegger und half, ihm den Weg ins Film-Business zu ebnen. Bis in die letzten Jahre vor seinem Tod im November 2007 an den Folgen von Hautkrebs war Park dem Bodybuilding verpflichtet, so zum Beispiel als Wertungsrichter bei Wettbewerben.

## Schauspielerei
Park trat nur zwischen 1961 und 1966 in wenigen Filmen als Schauspieler auf, bevor er in seinen Hauptberuf zurückkehrte. Er profitierte dabei vom Boom der italienischen Herkules-Filme. So wurde er einer der Nachfolger von Steve Reeves in dieser Rolle, die er drei Mal verkörperte; einmal spielte er Ursus, einmal Maciste.

## Filme
- 1961: Herkules erobert Atlantis (Ercole alla conquista di Atlantide)
- 1961: Vampire gegen Herakles (Ercole al centro della terra)
- 1964: Maciste im Reich von König Salomon (Maciste nelle miniere di Re Salomone)
- 1964: Ursus und die Sklavin des Teufels (Ursus il terrore dei Kirghisi)
- 1965: Die Herausforderung des Herkules (La sfida dei giganti)